# Ajillo

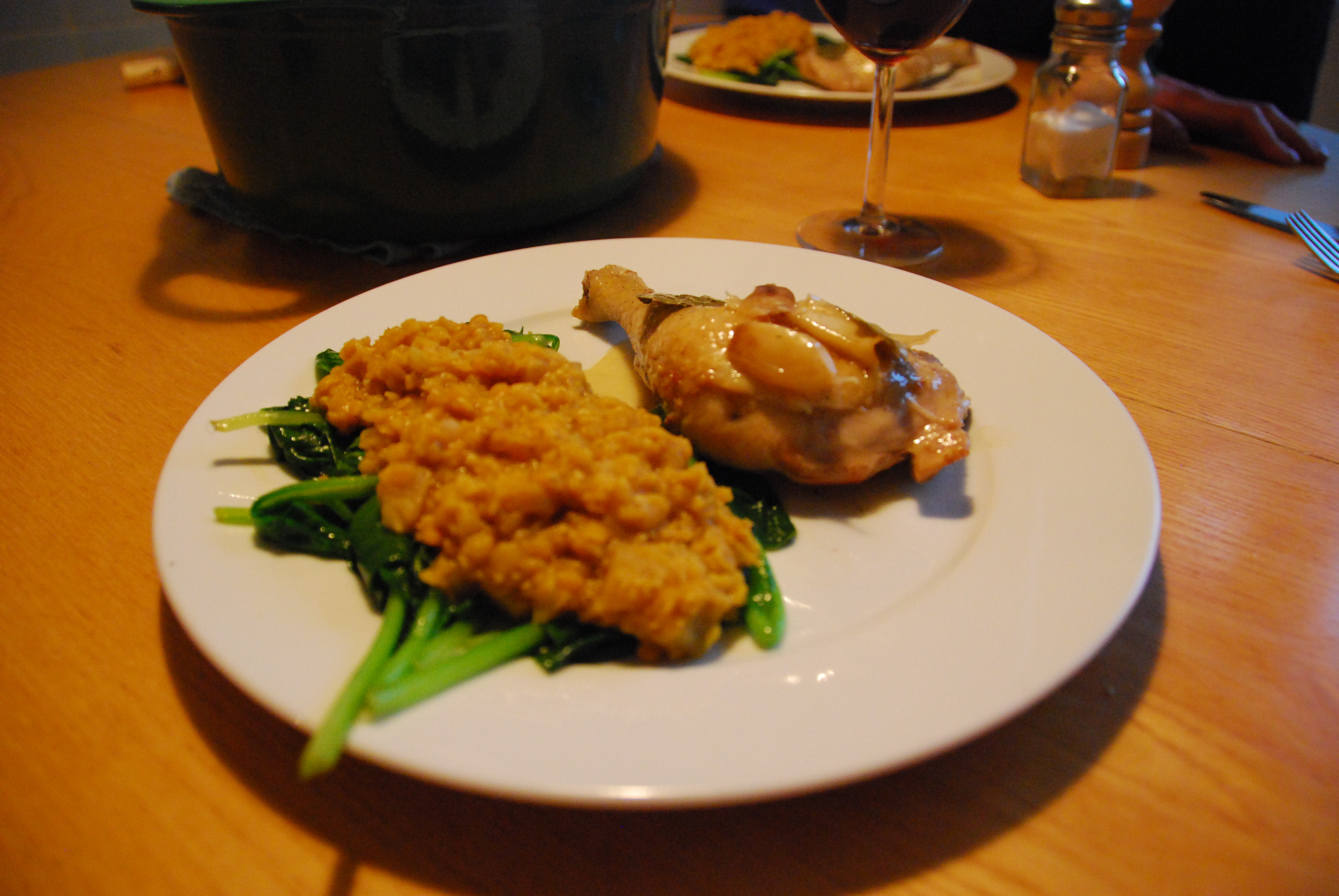
Pollo al ajillo.

Ajillo es un condimento hecho de ajo y otros ingredientes. "Al ajillo", hace referencia a que lleva ajillo.
En la comida mexicana, significa la combinación de ajo con chile guajillo.
En la gastronomía española varios de los platos servido bajo la denominación "al ajillo" se condimentan con ajo, generalmente también con aceite de oliva y, en ocasiones, con una guindilla.

## Camarones al ajillo
Es un platillo a base de camarones que se fríen en una sustancia grasa como mantequilla o aceite vegetal, donde se ha freído ajo picado o en láminas y chile guajillo en rodajas. Se salpimenta y se le añade limón y perejil o cilantro.

## Véase también

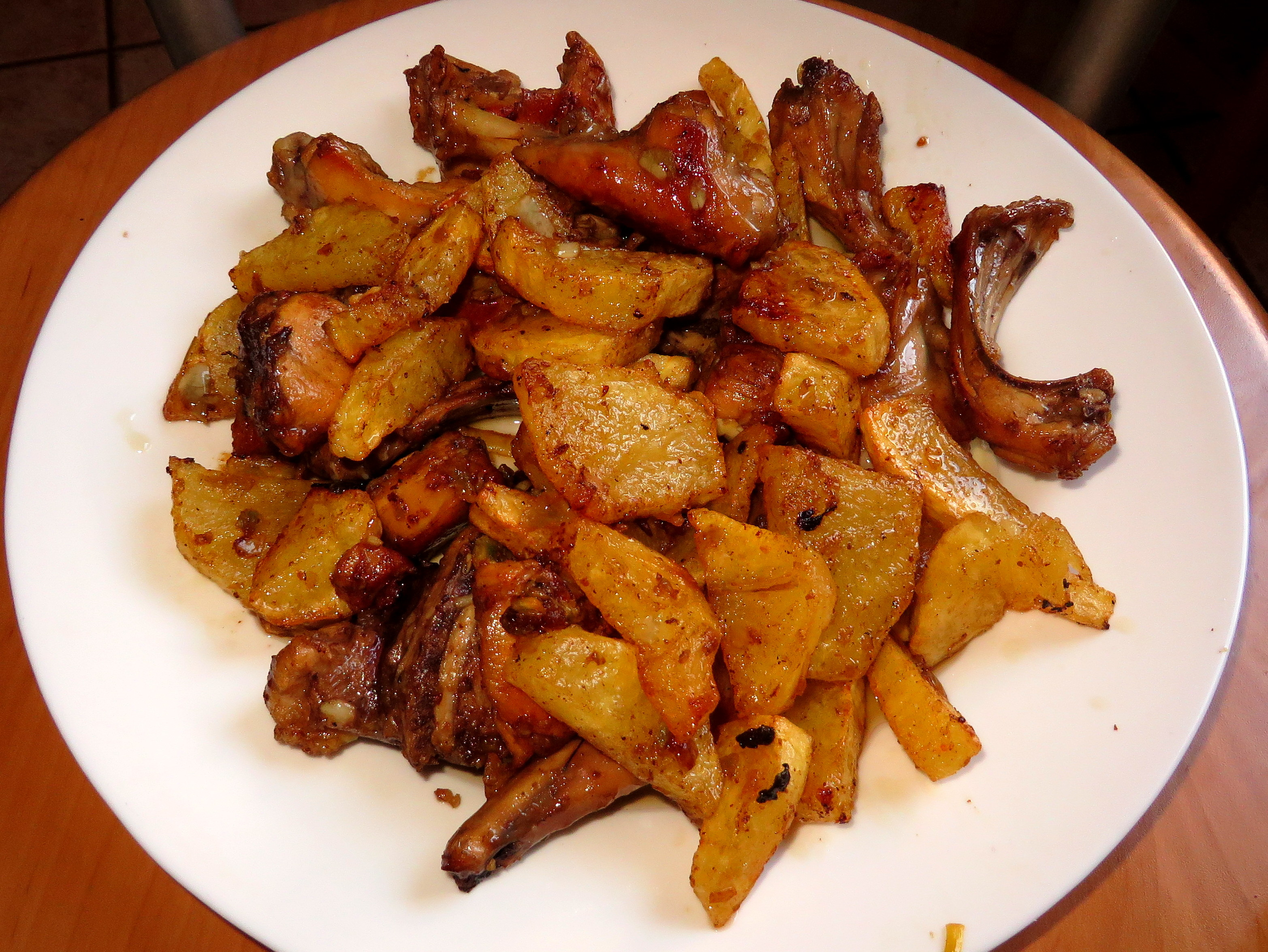
Conejo al ajillo con patatas.

## Pescado al ajillo
Es un platillo a base de filete de pescado que se fríe en una sustancia grasa como mantequilla o aceite vegetal. Se le agrega ajo picado o en láminas y chile guajillo en rodajas que también se han frito . Se salpimenta y se le añade limón.